# كارل كاوتسكي
كارل كاوتسكي فيلسوف، وصحفي، وسياسي، ومنظر ديمقراطي اشتراكي ألماني-تشيكي، ولد في مدينة براغ في 16 أكتوبر 1854م، وتوفي في أمستردام في 17 أكتوبر 1938م.
قيادي في الحزب الديمقراطي الاشتراكي الألماني، وأحد أبرز المنظرين الماركسيين في أوروبا وبقية العالم بعد وفاة فريدرخ انغلز.
كان كارل كاوتسكي أحد زعماء الحركة الأممية الثانية في مطلع القرن العشرين، وكان يلقب «بابا الماركسية»، وقد هاجمه لينين في كتابه المعروف (الثورة البروليتارية والمرتد كاوتسكي)، وذلك بسبب انتقاده للديكتاتورية البلشفية وطبيعة الدولة السوفيتية.
واعتباراً من عام 1910 أمسى كارل كاوتسكي من أنصار (الوسط) في الحركة الاشتراكية العالمية.

## حياته
تحول كارل كاوتسكي إلى الماركسية بسبب تأثره بإدوارد برنشتاين وانضم إلى الحزب الديمقراطي الاشتراكي الألماني، كما زار كارل ماركس وفريدريخ إنغلز في بريطانيا عام 1881.
وأسس صحيفة «الأزمنة الجديدة» الشهرية عام 1883، والتي أصبحت تطبع بشكل أسبوعي ابتداءً من عام 1890، وبقي رئيساً لتحريرها حتى عام 1917.
أقام كاوتسكي في بريطانيا بين عامي 1885 و 1890 وأصبح أحد أصدقاء إنغلز المقربين. وفي عام 1888 قام إنغلز بتكليفه بتحرير مجلد ماركس الثلاثي «نظريات فائض القيمة».
ولقد ساهم كاوتسكي مع أوغست بيبيل وإدوارد برنشتاين بكتابة «برنامج إيرفورت»، الذي اعتمده الحزب الديمقراطي الاشتراكي الألماني عام 1891.
وبعد أن طرح إدوارد برنشتاين أفكار «الاشتراكية التطورية» الإصلاحية، انتقده كاوتسكي مؤكداً تمسك الحزب بقيم الاشتراكية الثورية.

## الحرب العالمية الأولى
أقترح كاوتسكي عام 1914 على نواب الحزب الديمقراطي الاشتراكي في البرلمان الألماني، الذين صوتوا لصالح الحرب العالمية الأولى، الامتناع عن التصويت.
غادر كاوتسكي الحزب الديمقراطي الاشتراكي الألماني عام 1917 مع روزا لوكسمبورغ وإدوارد برنشتاين وهوغو هاس، وساهم معهم في تأسيس الحزب الديمقراطي الاشتراكي المستقل، الذي وحد الاشتراكيين الألمان المعاديين للحرب.
ثم عاد كاوتسكي إلى الحزب الديمقراطي الاشتراكي بعد حصول انشقاق في الحزب الديمقراطي الاشتراكي المستقل عام 1920.

## جداله مع البلاشفة
زار كاوتسكي جمهورية جورجيا الديمقراطية عام 1920، التي كانت ما تزال خارج السيطرة البلشفية، وألف كتاب عن هذا البلد الذي يحكمه الديمقراطيون الاشتراكيون.
وصف لينين كاوتسكي «بالمرتد» في كراس «الثورة البروليتارية والمرتد كاوتسكي»، بينما رأى كاوتسكي أن البلاشفة بقيادة لينين أرسوا أسس ديكتاتورية جديدة لروسيا بعد ثورة أكتوبر مكان الديكتاتورية القيصرية القديمة.
وكان يرى البلاشفة كمنظمة تآمرية استولت على السلطة بانقلاب وأحدثت تغييرات ثورية لا تتوافق مع الواقع الاقتصادي لروسيا. وبدلاً من الانتقال إلى المجتمع الاشتراكي تم الانتقال إلى مجتمع تسيطر عليه البيروقراطية، تفوق مآسيه مآسي المجتمعات الرأسمالية الغربية.

## وفاته
انتقل كارل كاوتسكي إلى فيينا بعد خلافه الشديد مع لينين وتروتسكي في عام 1924م، ثم هاجر بعدها إلى أمستردام بعد سيطرة النازيين على النمسا حيث توفي هنالك في 17 تشرين الأول 1938م.

## روابط خارجية
- كارل كاوتسكي على موقع الموسوعة البريطانية (الإنجليزية)
- كارل كاوتسكي على موقع إن إن دي بي (الإنجليزية)